# Raimundo Amador
Raimundo Amador Fernández (Sevilla, 26 de mayo de 1959) es un músico español (guitarrista, cantante, compositor, arreglista).

## Inicios
De origen gitano, nació en Sevilla, pasando gran parte de su vida en Las 3000 Viviendas.
Su padre le enseñó a tocar la guitarra. Con tan solo 12 años, Raimundo recorría las calles de Sevilla tocando la guitarra a cambio de un bocadillo o de unas pocas monedas para coger el taxi que lo llevaría de vuelta a casa . 
Comenzó en el flamenco de tablaos acompañando a Fernanda de Utrera. En el tablao de Los Gitanillos conoció a Camarón de la Isla y a Paco de Lucía. Con el primero colaboraría posteriormente en la grabación de La leyenda del tiempo. Quedó pendiente otro álbum siguiendo la senda de este con Camarón, que su prematura muerte truncó.
A mediados de los setenta, conocería a Kiko Veneno, pero no sería hasta 1977 cuando, junto con su hermano Rafael, los tres formaron el grupo Veneno. Veneno influyó en los nuevos rumbos de la siguiente generación de músicos andaluces y en su corta trayectoria anticiparon tendencias de las que otros pudieron sacar mucho más provecho comercial.

## El blues flamenco

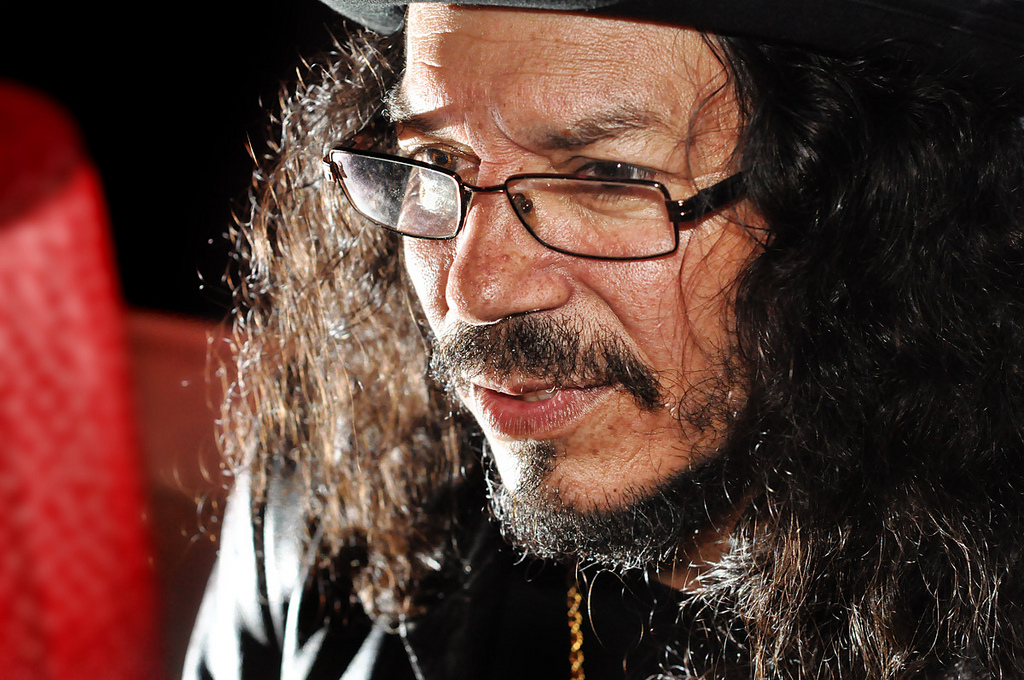
Raimundo en 2011

En 1981, se alía de nuevo con su hermano Rafael y juntos empiezan a darle vida a la fusión Flamenco-Blues. El nuevo grupo se llamará Pata Negra.
Abandona Pata Negra por desavenencias con su hermano, grabando su último concierto en disco en 1989.  Amador impulsa un nuevo grupo de blues flamenco, junto al antiguo guitarrista del grupo Guadalquivir, Luis Cobo, "El Manglis". Con este grupo, llamado Arrajatabla, editan un único disco, Sevilla blues (Fonomusic, 1992).
Tras la disolución de la banda, decide iniciar su carrera en solitario en 1995 lanzando su primer disco Gerundina (nombre este de una de sus guitarras), en el que contó con la colaboración de Andrés Calamaro y B. B. King, entre otros, y su gran éxito "Bolleré", compuesto por Cathy Claret. De aquella época es también su colaboración con el tema "Para no olvidar" de Los Rodríguez
En 1997 aparece su segundo disco, En la esquina de Las Vegas. En este trabajo Raimundo se centró en la guitarra eléctrica. Este mismo año Amador colabora con la cantante islandesa Björk tocando la guitarra española en su tema "So Broken".
En octubre de 1998 graba en directo "Noche de flamenco y blues", contando con colaboradores como el Gran Wyoming, Remedios Amaya, Kiko Veneno, Charo Manzano, B.B. King y Juan Perro. 
Raimundo Amador acompañó a B.B King en su gira por España en 2004.
En 2019 saca disco y realiza la gira "Gipsy, flamenco blues" . Sigue apareciendo en colaboraciones con otros artistas como Ariel Rot.

## Guitarras
Es conocida su afición por las guitarras, tanto flamencas como eléctricas. Tiene más de una docena de ellas, todas con nombre de mujer.
En 2019 incorpora a su colección "Poderosa", el homenaje al Cristo del Gran Poder

## Discografía

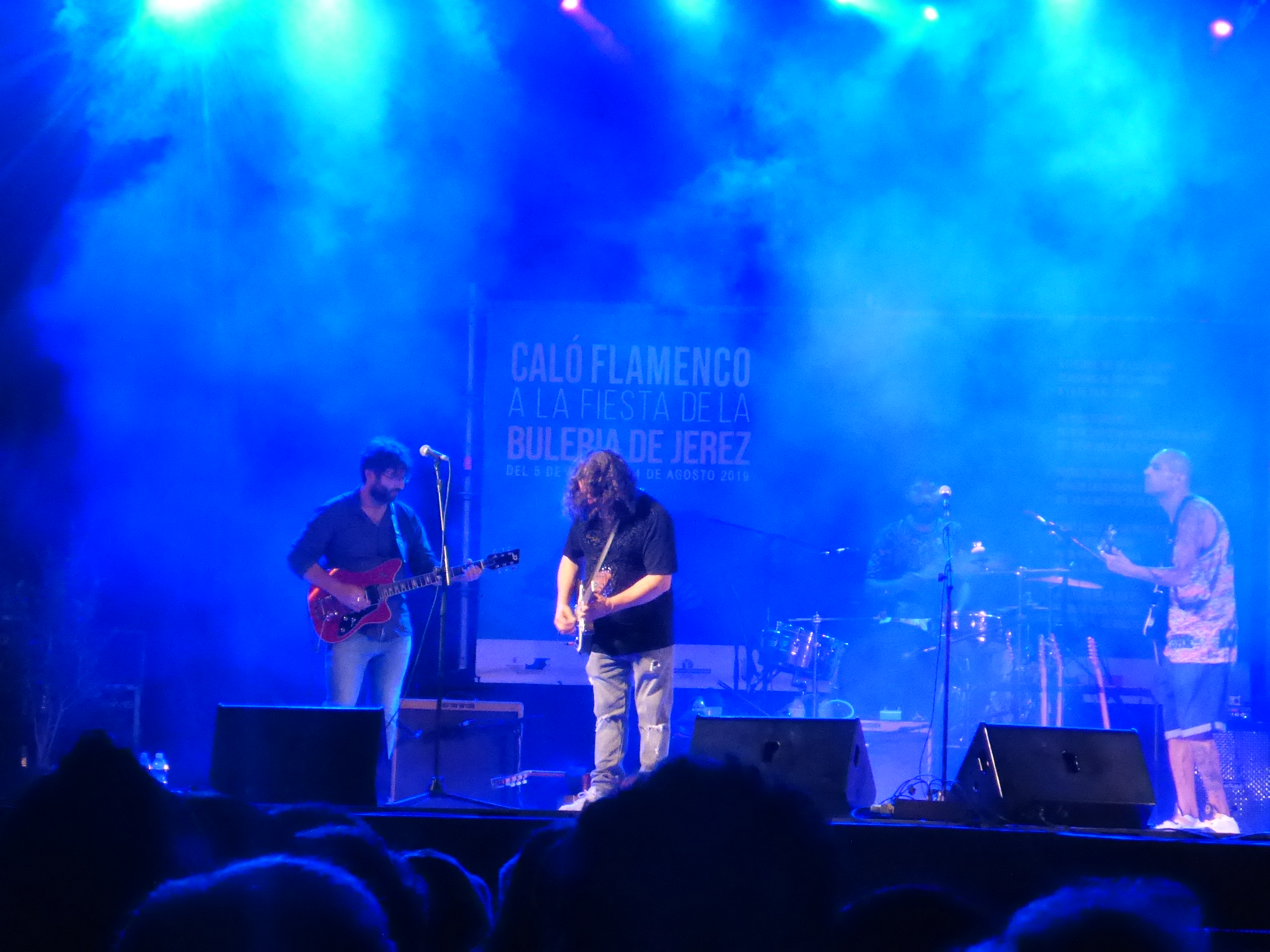
Concierto en 2019

Raimundo ha destacado por incorporar colaboraciones de otros artistas en sus trabajos (Radio Futura, Dellafuente, teloneado por el Gran Papi Cocco Lxxv, Vargas Blues Band):
- Gerundina (1995)
- En la esquina de Las Vegas (1997)
- Noche de flamenco y blues (1998)
- Un okupa en tu corazón (2000)
- Isla menor (2003)
- Mundo Amador (2005)
- Medio hombre medio guitarra (2010), incluye DVD con making-of que realizaron con una cámara de vídeo casera[14]
- 60 aniversario. Directo en casa (2019), cuenta con artistas invitados como Buika, Sorderita o SFDK.[15]